# Guilherme Figueiredo
Guilherme de Oliveira Figueiredo (Campinas,13 de fevereiro de 1915 —  Rio de Janeiro, 24 de maio de 1997) foi um autor e dramaturgo brasileiro. Suas peças são voltadas para temas mitológicos, em sua maioria, escritas com uma abordagem cômica.

## Início
Guilherme de Oliveira Figueiredo nasceu em Campinas em 13 de fevereiro de 1915, filho de Euclides de Oliveira Figueiredo e de Valentina Silva de Oliveira Figueiredo, sendo o segundo dentre seis irmãos.
Seu avô, João Batista de Oliveira Figueiredo, foi servidor do Tesouro Nacional e atuou na Guerra do Paraguai, quando ajudou a organizar o primeiro serviço de intendência do Exército Brasileiro.
Seu pai, o General Euclides de Oliveira Figueiredo, era opositor de Getúlio Vargas, tendo sido um dos mentores e líderes da Revolução Constitucionalista de 1932. Com o fim desse conflito, seu pai foi preso e posteriormente exilado com sua família em Portugal e depois na Argentina, até 1934 quando obteve a anistia. Porém, foi novamente preso durante o regime do Estado Novo. Anos depois, com o fim desse regime, seu pai foi eleito deputado federal e atuou na Constituinte de 1946 na legenda da União Democrática Nacional (UDN).
Três dos seus cinco irmãos seguiram a carreira militar e atingiram o generalato, a exemplo do pai: Euclydes de Oliveira Figueiredo Filho, que comandou a 1.ª Divisão de Exército; Diogo de Oliveira Figueiredo, comandante da Escola de Comando e Estado-Maior do Exército; e o General e ex-Presidente, João Baptista de Oliveira Figueiredo.

## Carreira

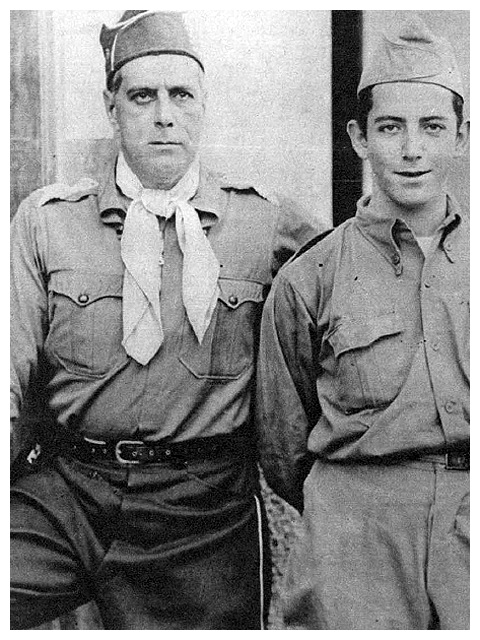
Guilherme Figueiredo, então com 17 anos, e seu pai, o Cel Euclides Figueiredo, durante a Revolução de 1932.

Formado em direito, iniciou fazendo crítica teatral, em O Jornal, e literária, no Diário de Notícias, ambos no Rio de Janeiro. Estreou como dramaturgo em 1948 com a comédia Lady Godiva e o drama Greve Geral, ambos montados pela companhia de Procópio Ferreira. No ano seguinte, montou a peça Um Deus Dormiu Lá em Casa, inspirada em temática grega, iniciando uma série que o aproximou do universo dos mitos. Dirigida por Silveira Sampaio, com Paulo Autran e Tônia Carrero à frente do elenco, a montagem alcançou repercussão e prêmios.
Em 1949, foi professor  de história do teatro na Escola do Serviço Nacional de Teatro, SNT, bem como tradutor de inúmeros autores, como Molière, William Shakespeare e George Bernard Shaw. Neste mesmo ano estreou a peça Um Deus Dormiu Lá em Casa, pela qual recebeu os prêmios da Academia Brasileira de Letras e da Associação Brasileira de Críticos de Teatro.
Para o teatro de revista colaborou com A Imprensa É Livre e Miss França, em coautoria com Geysa Bôscoli. Em 1951, criou Don Juan, retomando a clássica figura do burlador. Em 1952, A Raposa e as Uvas dirigida por Bibi Ferreira, tornando-se sua criação mais conhecida no Brasil e no exterior, onde conheceu diversas encenações e traduções, recebendo os prêmios Municipal do Rio de Janeiro e da Associação Brasileira de Críticos Teatrais, ABCT.
Em 1957, fez Menina Sem Nome, infantil. No volume Xântias - oito diálogos sobre a arte dramática, Guilherme Figueiredo resume seus ensinamentos sobre dramaturgia.
Em 1958, fez A Muito Curiosa História da Virtuosa Matrona de Éfeso, montagem de sucesso empreendida pelo Teatro Brasileiro de Comédia - TBC, novos textos são lançados, mas nenhum alcança grande repercussão: Tragédia para Rir, Retrato de Amélia e Os Fantasmas. Nos anos subsequentes criou as peças Napoleão, Balada para Satã, O Herói, Comédia para Não Rir e Maria da Ponte, além de uma série de comédias curtas em um ato.
Em 1961, seu xote Maria Chiquinha, composto em parceria com Geysa Bôscoli, fez grande sucesso, gravado por Luiz Claudio e a cantora de forró Marinês. A canção teve diversos renascimentos, com gravação por Genival Lacerda e também por Sandy e Junior.
Em 1963, escreve Os Gigantes, Os Rios..., em A Cidade de cada Um, conto premiado no concurso As Melhores Histórias sobre a Cidade, instituído pelo Correio da Manhã, publicado pela Editora Civilização Brasileira, (Rio de Janeiro).
Pela peça A Raposa e as Uvas, de 1958, recebeu todos os prêmios da Sociedade Brasileira de Críticos Teatrais  e o Prêmio Artur Azevedo, da Academia Brasileira de Letras, ABL, e por Um Deus Dormiu Lá em Casa (1957) a medalha de ouro da Associação Brasileira de Críticos Teatrais (ABCT).
Foi adido cultural do Brasil em Paris, onde "foi incansável em divulgar a cultura brasileira da França" com palestras, espetáculos teatrais e inúmeros eventos artísticos.
Foi também o primeiro reitor da Universidade Federal do Estado do Rio de Janeiro, entre 1978 e 1988, assumindo o cargo pouco antes da posse do irmão na Presidência da República.
Na TV Tupi, foi diretor artístico  e diretor geral.

### Versos
- Um violino na sombra, Ed. Irmãos Pongetti, 1936.

### Contos
- Vamos ler Guilherme Figueiredo, Ed. Cátedra, 1982.
- O homem e a sombra, Ed. Nova Fronteira, 1986.

### Crônicas
- A pluma e o vento: crônicas, Eds. Catedra e Instituto Nacional do Livro, 1977.
- Presente de grego e outros presentes, Ed. Cultural Atheneu, 1990.

### Romances
- Trinta anos sem paisagem, Ed. José Olympio, 1939.
- Viagem a Altemburgo, Ed. Martins, 1955.
- O outro lado do rio, Ed. Civilização brasileira, 1961.
- Maria da praia, Ed. Civilização brasileira, 1994.

### Novelas
- História para se ouvir de noite, Ed. Civilização brasileira, 1964.

### Traduções
- Maurois, André, Chateaubriand, Ed. Irmãos Pongetti, 1942.
- Molière, Tartufo, Serviço Nacional de Teatro (SNT), 1952.
- Molière, Tartufo, Ed. Civilização brasileira, 1959.
- Bjornson, Bjornstjerne, Além das forças, Ed. Delta, 1959.
- Mendes-France, Pierre, Ação para o futuro, Ed. Expressão e cultura, 1968.

### Ensaios
- Xântias: oito ensaios de redação teatral, Ed. Civilização brasileira, 1957.
- As excelências, ou como entrar para a Academia. Ed. Civilização brasileira, 1964.

### Peças de teatro
- Um deus dormiu lá em casa, Revista Comédia, 1952.
- A raposa e as uvas, Revista Anhembi, 1952.
- A raposa e as uvas, Ed. Martins, 1956.
- Tragédia para rir, Ed. Civilização brasileira, 1957.
- Os fantasmas, Ed. Dramas e Comédias, 1957.

### Outros
- Tratado geral dos chatos, Ed. Civilização brasileira, 1962.